# Куретешть
Куретешть, Куретешті (рум. Curătești) — село у повіті Келераш в Румунії. Входить до складу комуни Фресінет.
Село розташоване на відстані 61 км на схід від Бухареста, 40 км на захід від Келераші, 144 км на захід від Констанци.

## Населення
За даними перепису населення 2002 року у селі проживали 157 осіб, усі — румуни. Усі жителі села рідною мовою назвали румунську.